# 2021년 애틀란타 스파 총격 사건

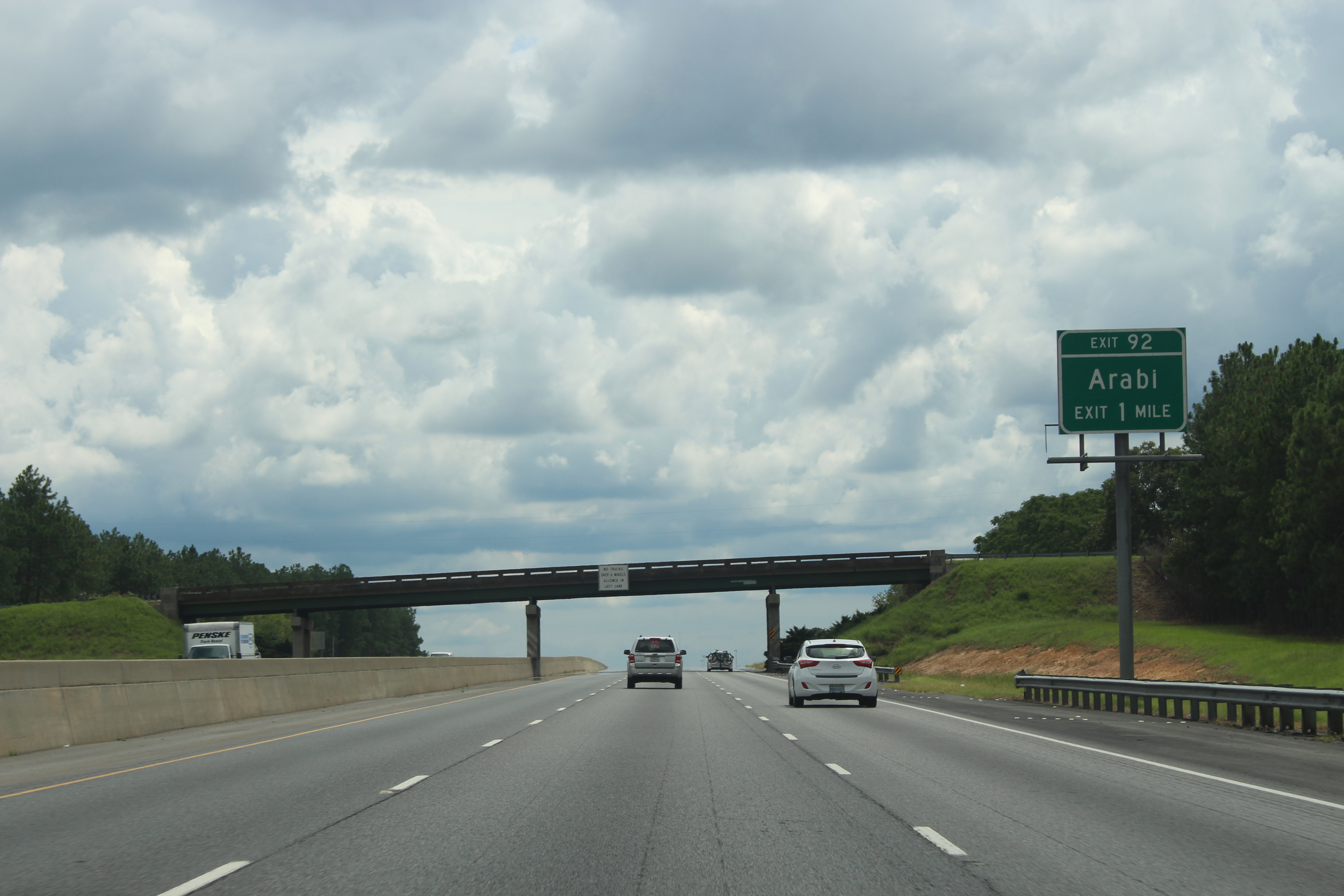

2021년 애틀란타 스파 총격사건(영어: 2021 Atlanta spa shootings)은 2021년 3월 16일, 조지아주 애틀랜타에서 일어난 총격사건이다. 총 여덟 명이 사망하였고, 한 명은 중상을 입었다. 사망자 중 여섯 명은 동양인 여성이었다. 이광석 애틀랜타총영사관 부총영사에 따르면, 그 중에 네 명은 한민족 여성이고, 그 중 한 명은 미국 영주권을 보유한 한국 국적의 재미 한국인이며, 다른 세명은 미국 국적의 한국계 미국인일 것이라고 짐작된다. 다른 두 명의 사망자는 백인 여성과 남성이었고, 생존자는 히스패닉 남성이었다. 용의자이며 범인은 21살의 백인 로버트 아론 롱으로 사건 다음 날 붙잡혀 구금되었다.
총격을 한 경위에 대해서는 초기 경찰 보고에서 용의자가 성중독에 걸린 자로 발표하였다. 다른 한편으로는 사건 당시 목격자의 진술에 의해 그가 중국인을 모두 죽여야 한다는 발언을 한 것으로 알려졌다. 사건 이후 조 바이든 대통령은 하루 동안 조기를 게양할 것을 명하였고, 혐오 범죄에 대한 우려를 표현하였다. 사건이 일어난 시기가 코로나19에 의해 극도로 반아시아적 분위기가 확산된 때이어서, 사건의 파장에 대한 우려가 많이 일어났다.

## 한인 피해자
한인 사망자 중 한명인 고 김현정씨(51세)는 싱글맘으로 두 아들을 남겨놓고 사망을 하여 많은 슬픔을 낳게 하였다.
나머지 세 명은 74세의 박순정, 69세의 김순자, 63세의 유영애였다. 김순자는 가슴에 총을 맞고 숨졌으며 나머지 세명은 머리에 총격을 맞고 숨졌다고 부검결과 확인이 되었다.

## 가해자 및 범인
가해자이며 범인인 로버트 아론 롱은 21살로 우드스탁에서 사는 백인 남성이다. 그는 2017년에 세코야 고등학교를 졸업하였고, 약 1년동안 노스 캐롤라이나 대학의 커밍 캠퍼스를 다녔으나, 졸업을 하지 못했다. 그의 직업은 사냥이었다. 그는 남침례회 교단에 속한 교회를 다녔으며, 이번 사건으로 인해 제명되었다. 제명 사유는 '사악한 마음과 패악한 정신의 결과'로 규정하였다. 체로키 경감인 프랭크 레이놀즈는 롱이 범법행위가 이번이 처음이라고 발표하였다.
롱은 복음주의 재활시설인 호프퀘스트에서 성중독자로 참석한 적이 있었다. 그것은 그가 속한 남침례회 교단에 있는 "순결 문화"에서 요구되는 성적 충동을 조절 할 수 없다는 의미로 해석된다. 롱은 해프웨이 하우스 동료에 의하면 그가 매우 종교적이었을 때에 그의 성중독에 매우 괴로워 했다고 한다. 또한 롱이 성 노동자들을 보기 위해 마사지업소에 방문했다고 말하였다. 롱의 부모는 그가 사고 전날에 인터넷 포르노를 하루에 몇 시간 동안 봐서 집에서 쫓겨났다고 전해진다. 경찰 조사에 의하면 그가 집에서 나온 뒤 매우 감정적이었다고 한다.

## 총격 사건의 동기
사건 당일 범인인 로버트 아론 롱은 성중독자로 밝혀졌고, 그가 인종적인 이유로 아시아인들만 총격을 가했는지 아니면, 성적 서비스를 제공하는 스파의 피고용인에 대한 혐오로 했는지에 대하여 팽팽하게 맞서고 있다. 대체적으로 그는 종교적인 배경을 갖고, 유혹을 주고 있는 성매매 업소에 대한 강한 혐오감을 총격살인의 동기로 보는 견해가 강하다. 2013년까지 10번의 성매매가 이루어져 단속이 된 것으로 밝혀졌지만, 그 당시 성매매업이 사실로 행해졌는지 여부 확인은 밝혀지지 않았다. 하지만, 대체적으로 주변 인물들의 증언에 의해 개연성이 있다는 추측이 많다. 그럼에도 불구하고, 아시안들이 그 업소에 많이 고용된 것으로 보아 단지 아시안들을 표적으로 삼은 것 보다는 스파업종에 종사하는 직업을 가진 자들에게 대한 증오로 보는 것으로 보고 있다.
또한 종교적인 이유로, 유혹을 제공하는 것을 모두 제거하기 위해 스파를 목표로 하였다고 관할 체로키 경찰은 보고 있다.
백인 우월주의로 인한 아시안 폄하로 인하여 살해 한 것으로 보는 견해에 대하여도 수사 중에 있다.

### 성중독의 개념에 따른 논쟁
과연 롱이 성중독인지 아닌지에 대한 논쟁이 일어났다. 정신의학자, 심리학자, 성과학자 안에서도 상당한 논쟁이 있고, 강압적 성적 행동이 중동에 포함되는지에 대한 여부도 전문가들에 따라 다르다. 미국심리학회에서는 성 의존증을 DSM-5에 하나의 진단으로 보고 있지 않다. 세계보건기구는 ICD-10에서 "과도한 성적 충동"을 하나의 진단(코드 F52.7)으로 보고 있다. 하지만, 이 곳에서 조차도 강압적 행위나 충동조절장애로 보지 중독으로 보지 않고 있다. 최신 버젼인 ICD-11에서는 코드 6C72로 진단하여 '강압적 성적 행동장애'를 포함하고 있지만 중독 모델로 사용하지 않고 있다.
심리학자인 데이비드 J. 레이와 신경과학자인 니콜 프라우스는 성적 중독과 다른 형태의 중독 사이에 심각한 차이를 말하고 있다. 레이는 롱의 경우와 같이 재활기관에서의 치료가 성적 사고를 억압하는 데 역효과를 낳는다고 말한다.
심리요법사인 로버트 와이스는 성적 중독자들을 진단하면서, 롱의 경우를 진단하는 데 의문을 품고 있다. 그 이유는 성적 중독은 폭력을 동반하지 않기 때문이다.

### 복합적인 이유
여러 전문가들은 이번 충격 사건이 단일한 동기가 아닌 여러 가지 이유에 의한 것으로 해석하고 있다. 인종, 성별, 성노동자와 같은 중첩된 사회적 낙인(stigma)으로 본다. 그것은 코로나바이러스감염증-19 기간 동안에 미국에서 일어난 코로나19 범유행에 관한 제노포비아와 인종 차별에 아시안을 대상으로 한 혐오 형태로 보는 것이다. 또한 아시안 페티시와 관련된 것으로도 해석하고 있다.

## 수사 상황
최초의 경찰 보고서는 증오범죄가 포함되지 않았다. 증오범죄가 포함될 경우에는 형량이 5년에서 최고 20년까지 연장이 된다. 경찰들이 범죄자를 옹호하는 발언도 화제가 되었다. "그저 기분 나쁜 날이었다. (he had a bad day.)"라는 문구는 살해 동기가 전혀 없었다는 의미로 해석되었다. 이러한 토착주의자들에 대한 편향적 수사가 진행될 것을 이민사회는 우려하였다.

## 각계 반응

### 미국 정부
2021년 3월 18일, 대통령 조 바이든은 백악관에서 희생자를 추모하기 위하여 조기를 게양하라고 명령하였다. 그와 부통령 카멀라 해리스는 곧바로 아시안 어메리카 단체의 장들과 면담하였다. 뒤를 이어 코비드19 기간동안 아시아 어메리칸을 향한 증오범죄의 증가에 대하여 강력히 비난하였다.
대한민국 외교부 장관 정의용과 국방부 장관 서욱은 곧바로 미국 국무장관 안토니 블링켄과 합동 기자회견을 가져 관련 사항에 대하여 논의하였다.

### 안티아시안 감정
사회학자인 낸시 왕 유엔은 이 사건에 대하여 '"아시안 여성들만이 증오 범죄에 전국적으로 높게 노출되어 있다. 그것은 인종차별과 성적인 차별이 동시에 작용하기 때문이다. " 라고 말하였다.
그녀는 1875년의 페이지 조약에서 아시안 여성들을 매춘부로 묘사하는 것을 인용하였다.
성노동 옹호자들은 이번 총격사건이 안티성노동 이데올로기를 확산시켰다고 주장하였다.

### 주미 대사의 사건현장 대처 미흡
주미 대사인 이수혁 (외교관)은 사건현장에 한 번도 참석하지 않아서 주변 교민들로부터 눈총을 받았다. 이에 대한 대사관 측은 사건 수습을 위해 노력해 왔다는 말을 전했다.

### 미 주류사회에 대한 비판
미 주류 언론은 스파에서 희생을 당한 아시안 여성들이 처한 어려움을 묘사하기 앞서, 가해자인 백인 롱에 대하여 스포트라이트를 켜면서 그에 대한 살해 동기에 대하여 중성화 한다는 비판을 받았다. 즉, 백인이라는 특성 때문에 형량을 감소 시키기 위해 스파 종사자들이 성적으로 유인하여 롱이 살해하게 만들었다는 인식을 보여주기 위함이다. 이러한 주류 사회가 일방적으로 백인에게만 공감(empathy)을 주는 행위에 대하여 아시안 여성들은 비판하였다.